# Livške Ravne
Livške Ravne este o localitate din comuna Kobarid, Slovenia, cu o populație de 21 de locuitori.